# Cytopleastrum salvadorae
Cytopleastrum salvadorae är en svampart som beskrevs av Abbas, B. Sutton, Ghaffar & A. Abbas 2004. Cytopleastrum salvadorae ingår i släktet Cytopleastrum, divisionen sporsäcksvampar och riket svampar.   Inga underarter finns listade i Catalogue of Life.